# Swiss Indoors 1999 - Qualificazioni singolare
Le qualificazioni del singolare allo Swiss Indoors 1999 sono state un torneo di tennis preliminare per accedere alla fase finale della manifestazione. I vincitori dell'ultimo turno sono entrati di diritto nel tabellone principale. In caso di ritiro di uno o più giocatori aventi diritto a questi sono subentrati i lucky loser, ossia i giocatori che hanno perso nell'ultimo turno ma che avevano una classifica più alta rispetto agli altri partecipanti che avevano comunque perso nel turno finale.
Le qualificazioni del torneo Swiss Indoors 1999 prevedevano 32 partecipanti di cui 4 sono entrati nel tabellone principale.

## Teste di serie
1. Rainer Schüttler (Qualificato)
2. David Prinosil (primo turno)
3. Ján Krošlák (primo turno)
4. Chris Woodruff (Qualificato)

1. Ronald Agénor (secondo turno)
2. Martin Damm (ultimo turno)
3. Orlin Stanojčev (secondo turno)
4. Axel Pretzsch (ultimo turno)

## Qualificati
1. Rainer Schüttler
2. Lionel Roux

1. Alexander Popp
2. Chris Woodruff

## Tabellone

### Legenda
| - Q = Qualificato - WC = Wild card - LL = Lucky loser | - ALT = Alternate - SE = Special Exempt - PR = Protected Ranking | - w/o = Walkover - r = Ritirato - d = Squalificato |

### Sezione 1
|  | Primo turno       | Primo turno       | Primo turno       | Primo turno | Primo turno |  |  | Secondo turno | Secondo turno    | Secondo turno    | Secondo turno | Secondo turno |               |    | Ultimo turno | Ultimo turno     | Ultimo turno     | Ultimo turno     | Ultimo turno |  |
|  |                   |                   |                   |             |             |  |  |               |                  |                  |               |               |               |    |              |                  |                  |                  |              |  |
|  | 1                 | Rainer Schüttler  | 6                 | 3           | 6           |  |  |               |                  |                  |               |               |               |    |              |                  |                  |                  |              |  |
|  |                   | Nicolas Thomann   | 2                 | 6           | 0           |  |  | 1             | Rainer Schüttler | Rainer Schüttler | 6             | 6             |               |    |              |                  |                  |                  |              |  |
|  | Gastón Etlis      | Gastón Etlis      | Gastón Etlis      | 6           | 6           |  |  |               | Gastón Etlis     | Gastón Etlis     | 2             | 3             |               |    |              |                  |                  |                  |              |  |
|  | Marco Chiudinelli | Marco Chiudinelli | Marco Chiudinelli | 4           | 2           |  |  |               |                  |                  |               |               |               |    | 1            | Rainer Schüttler | Rainer Schüttler | Rainer Schüttler | 4            |  |
|  | Kevin Ullyett     | Kevin Ullyett     | 6                 | 6           | 7           |  |  |               |                  | 8                | Axel Pretzsch | Axel Pretzsch | Axel Pretzsch | 1r |              |                  |                  |                  |              |  |
|  | Olivier Mutis     | Olivier Mutis     | 7                 | 2           | 5           |  |  |               | Kevin Ullyett    | 4                | 6             | 3             |               |    |              |                  |                  |                  |              |  |
|  | 8                 | Axel Pretzsch     | 1                 | 7           | 6           |  |  | 8             | Axel Pretzsch    | 6                | 4             | 6             |               |    |              |                  |                  |                  |              |  |
|  |                   | Petr Luxa         | 6                 | 6           | 4           |  |  |               |                  |                  |               |               |               |    |              |                  |                  |                  |              |  |

### Sezione 2
|  | Primo turno    | Primo turno     | Primo turno     | Primo turno | Primo turno |  |  | Secondo turno  | Secondo turno   | Secondo turno   | Secondo turno  | Secondo turno |   |   | Ultimo turno | Ultimo turno | Ultimo turno | Ultimo turno | Ultimo turno |  |
|  |                |                 |                 |             |             |  |  |                |                 |                 |                |               |   |   |              |              |              |              |              |  |
|  |                | Lionel Roux     | Lionel Roux     | 7           | 6           |  |  |                |                 |                 |                |               |   |   |              |              |              |              |              |  |
|  | 2              | David Prinosil  | David Prinosil  | 6           | 3           |  |  | Lionel Roux    | Lionel Roux     | Lionel Roux     | 6              | 6             |   |   |              |              |              |              |              |  |
|  | Michael Lammer | Michael Lammer  | 6               | 2           | 6           |  |  | Michael Lammer | Michael Lammer  | Michael Lammer  | 2              | 2             |   |   |              |              |              |              |              |  |
|  | Jun Kato       | Jun Kato        | 3               | 6           | 2           |  |  |                |                 |                 |                |               |   |   | Lionel Roux  | Lionel Roux  | 4            | 6            | 7            |  |
|  | Igor Kornienko | Igor Kornienko  | Igor Kornienko  | 6           | 6           |  |  |                |                 | Igor Kornienko  | Igor Kornienko | 6             | 4 | 5 |              |              |              |              |              |  |
|  | Yves Allegro   | Yves Allegro    | Yves Allegro    | 3           | 2           |  |  |                | Igor Kornienko  | Igor Kornienko  | 7              | 7             |   |   |              |              |              |              |              |  |
|  | 7              | Orlin Stanojčev | Orlin Stanojčev | 6           | 6           |  |  | 7              | Orlin Stanojčev | Orlin Stanojčev | 6              | 5             |   |   |              |              |              |              |              |  |
|  |                | Christian Vinck | Christian Vinck | 4           | 4           |  |  |                |                 |                 |                |               |   |   |              |              |              |              |              |  |

### Sezione 3
|  | Primo turno        | Primo turno        | Primo turno        | Primo turno | Primo turno |  |  | Secondo turno  | Secondo turno  | Secondo turno  | Secondo turno  | Secondo turno |   |   | Ultimo turno  | Ultimo turno  | Ultimo turno | Ultimo turno | Ultimo turno |  |
|  |                    |                    |                    |             |             |  |  |                |                |                |                |               |   |   |               |               |              |              |              |  |
|  |                    | Julien Boutter     | Julien Boutter     | 7           | 6           |  |  |                |                |                |                |               |   |   |               |               |              |              |              |  |
|  | 3                  | Ján Krošlák        | Ján Krošlák        | 6           | 4           |  |  | Julien Boutter | Julien Boutter | Julien Boutter | 3              | 4             |   |   |               |               |              |              |              |  |
|  | Gérard Solvès      | Gérard Solvès      | Gérard Solvès      | 7           | 7           |  |  | Gérard Solvès  | Gérard Solvès  | Gérard Solvès  | 6              | 6             |   |   |               |               |              |              |              |  |
|  | Julien Cuaz        | Julien Cuaz        | Julien Cuaz        | 6           | 6           |  |  |                |                |                |                |               |   |   | Gérard Solvès | Gérard Solvès | 6            | 1            | 1            |  |
|  | Alexander Popp     | Alexander Popp     | Alexander Popp     | 6           | 6           |  |  |                |                | Alexander Popp | Alexander Popp | 3             | 6 | 6 |               |               |              |              |              |  |
|  | Sandro Della Piana | Sandro Della Piana | Sandro Della Piana | 0           | 1           |  |  |                | Alexander Popp | Alexander Popp | 6              | 1             |   |   |               |               |              |              |              |  |
|  | 5                  | Ronald Agénor      | 6                  | 5           | 6           |  |  | 5              | Ronald Agénor  | Ronald Agénor  | 4              | 0r            |   |   |               |               |              |              |              |  |
|  |                    | Ivo Heuberger      | 4                  | 7           | 2           |  |  |                |                |                |                |               |   |   |               |               |              |              |              |  |

### Sezione 4
|  | Primo turno           | Primo turno           | Primo turno           | Primo turno | Primo turno |  |  | Secondo turno | Secondo turno    | Secondo turno | Secondo turno | Secondo turno |   |   | Ultimo turno | Ultimo turno   | Ultimo turno   | Ultimo turno | Ultimo turno |  |
|  |                       |                       |                       |             |             |  |  |               |                  |               |               |               |   |   |              |                |                |              |              |  |
|  | 4                     | Chris Woodruff        | 6                     | 6           | 6           |  |  |               |                  |               |               |               |   |   |              |                |                |              |              |  |
|  |                       | Olivier Malcor        | 3                     | 7           | 4           |  |  | 4             | Chris Woodruff   | 6             | 6             | 7             |   |   |              |                |                |              |              |  |
|  | Rodolphe Gilbert      | Rodolphe Gilbert      | Rodolphe Gilbert      | 6           | 6           |  |  |               | Rodolphe Gilbert | 7             | 3             | 6             |   |   |              |                |                |              |              |  |
|  | Christophe Van Garsse | Christophe Van Garsse | Christophe Van Garsse | 1           | 3           |  |  |               |                  |               |               |               |   |   | 4            | Chris Woodruff | Chris Woodruff | 7            | 7            |  |
|  | David Škoch           | David Škoch           | 6                     | 0           | 7           |  |  |               |                  | 6             | Martin Damm   | Martin Damm   | 6 | 5 |              |                |                |              |              |  |
|  | Filip Dewulf          | Filip Dewulf          | 4                     | 6           | 6           |  |  |               | David Škoch      | David Škoch   | 5             | 2             |   |   |              |                |                |              |              |  |
|  | 6                     | Martin Damm           | Martin Damm           | 6           | 6           |  |  | 6             | Martin Damm      | Martin Damm   | 7             | 6             |   |   |              |                |                |              |              |  |
|  |                       | Charles-Edouard Maria | Charles-Edouard Maria | 0           | 1           |  |  |               |                  |               |               |               |   |   |              |                |                |              |              |  |